# Marco Romano (homme politique)
Pour les articles homonymes, voir Marco Romano.
Marco Romano, né le 6 novembre 1982 à Sorengo (originaire de Mendrisio), est une personnalité politique suisse, membre du Parti démocrate-chrétien.

## Biographie
Marco Romano naît le 6 novembre 1982 à Sorengo, dans le district de Lugano, au Tessin. Il est originaire de Mendrisio, dans le district voisin du même nom. Son père est tessinois et sa mère allemande.
Marco Romano étudie à la Faculté des sciences économiques et sociales de l'Université de Berne, où il obtient une licence. Il poursuit ensuite ses études en droit public et en journalisme[réf. souhaitée].  
De 2006 à 2007[réf. souhaitée], il travaille comme assistant personnel du conseiller d'État tessinois Luigi Pedrazzini, chef du Département de la justice, de la sécurité et des affaires intérieures. Il travaille ensuite jusqu'en 2012 comme secrétaire général du PDC Tessin et également comme directeur et rédacteur en chef de l'hebdomadaire Menschen und Freiheit[réf. souhaitée].
Il est marié et père de deux enfants.

## Parcours politique
En 2004, il rejoint l'assemblée législative de Mendrisio.
En 2011, il se présente aux élections fédérales pour siéger au conseil national et obtient le même nombre de bulletins 23 979 que Monica Duca Widmer. Le parti  décide d'un tirage au sort  pour les départager et Monica Duca Widmer sort alors gagnante. Le Tribunal fédéral annule cependant ce premier tirage et un second tirage au sort manuel est effectué le 25 novembre 2011. Marco Romano devient désigné et élu  au conseil national.
Il est membre de la Commission politique d'État, de la Commission d'immunité et membre du groupe de lobby des vins et spiritueux. 
Il ne se présente pas pour un quatrième mandat aux élections fédérales de 2023. 

### Positionnement politique
En 2021, il fait partie du comité tessinois opposé au mariage entre personnes de même sexe.